# Толкаєвка
Толка́євка (рос. Толкаевка) — село у складі Сорочинського міського округу Оренбурзької області, Росія.

## Населення
Населення — 1013 осіб (2010; 1115 у 2002).
Національний склад (станом на 2002 рік):
- росіяни — 83 %